# Apogonia viridipennis
Apogonia viridipennis är en skalbaggsart som beskrevs av Raffaello Gestro 1883. Apogonia viridipennis ingår i släktet Apogonia och familjen Melolonthidae. Inga underarter finns listade i Catalogue of Life.